# エリック・ニュービー
エリック・ニュービー（Eric Newby、1988年4月8日 - ）は、アメリカ合衆国の車いすラグビー選手。アメリカ合衆国セントルイス出身。

## 略歴
2006年、交通事故で負傷して車いすラグビーを始めた。なおパラリンピックではリオデジャネイロ大会・東京大会にアメリカ代表に選ばれてリオデジャネイロ大会・東京大会で銀メダル獲得。